# Giovanni Fanello
Giovanni Fanello (* 21. února 1939, Pizzo, Italské království) je bývalý italský fotbalový útočník a krátce i trenér.

## Kariéra

### Klubová
Debutoval v mateřském klubu Pizzo, se kterým hrál v regionálních přeborech do roku 1958. Poté jej koupilo třetiligové Catanzarem, kde pomohl svými 15 góly k postupu do Serie B. Po OH 1960, na které byl povolán, jej koupil za 40 milionů lir Milan, který je ale obratem půjčil do Alessandrie, výměnou za Riveru. V jejím dresu vstřelil v sezoně 1960/61 rekordních 26 gólů ve 37 zápasech (klubový rekord trval 38 let). Na konci sezóny se vrátil do Milána, ale ta jej prodala do Neapole za 150 milionů lir .
Za Azzurri slavil v sezoně 1961/62 postup do Serie A a také vítězství v Italském poháru. Po dvou sezonách byl poslán na hostování do Catanie, kde nakonec na sezonu 1965/65 přestoupil. Poté krátce hrál v Turíně, odkud odešel do druholigové Reggiany. Hráčskou kariéru ukončil v roce 1973 v kanadském Toronto Italia.
Ve své kariéře odehrál v nejvyšší lize 80 zápasů a vstřelil 20 gólů. Ve 2. lize nastoupil do 217 utkání a vstřelil 71 gólů.

### Reprezentační
Za olympijskou reprezentaci odehrál dva zápasy na OH 1960, kde obsadil 4. místo.

## Statistika

### Reprezentační

#### Statistika na velkých turnajích
| Reprezentace | Rok     | Zápasy             | Zápasy | Zápasy    | Zápasy           | Zápasy           | Zápasy   |
| Reprezentace | Rok     | Fáze turnaje       | Datum  | Soupeř    | Odehraných minut | Vstřelené branky | Výsledek |
| ------------ | ------- | ------------------ | ------ | --------- | ---------------- | ---------------- | -------- |
| Itálie       | OH 1960 | 1 zápas ve skupině | 26. 8. | Tchaj-wan | 90               | 1                | 4:1      |
| Itálie       | OH 1960 | 3 zápas ve skupině | 1. 9.  | Brazílie  | 90               | 0                | 3:1      |

## Úspěchy

### Klubové

#### Národní
- vítěz italského poháru (1x)

Neapol: 1961/62

### Reprezentační
- 1x na OH (1960)

### Individuální
- nejlepší střelec ve 2. italské ligy (1960/61)